# Paragetocera
Paragetocera là một chi bọ cánh cứng trong họ Chrysomelidae.
Chi này được miêu tả khoa học năm 1929 bởi Laboissiere.

## Các loài
Các loài trong chi này gồm:
- Paragetocera dilatipennis Zhang & Yang, 2004
- Paragetocera fasciata (Gressitt & Kimoto, 1963)
- Paragetocera flavipes (Chen, 1942)
- Paragetocera involuta (Laboissiere, 1929)
- Paragetocera nigricollis Zhang & Yang, 2004
- Paragetocera nigrimarginalis Jiang, 1992
- Paragetocera pallida (Chen, 1942)
- Paragetocera parvula (Laboissiere, 1929)
- Paragetocera tibialis (Chen, 1942)
- Paragetocera violaceipennis Zhang & Yang, 2004
- Paragetocera yunnanica Jiang, 1992